# 야랄르 쿠실라르
《야랄르 쿠실라르》(튀르키예어: Yaralı Kuşlar)는 2019년 방영된 터키의 텔레비전 드라마이다.